# Autochloris vitristriga
Autochloris vitristriga är en fjärilsart som beskrevs av Druce 1897. Autochloris vitristriga ingår i släktet Autochloris och familjen björnspinnare. Inga underarter finns listade i Catalogue of Life.